# Distretto di Hualhuas
Il distretto di  Hualhuas è uno dei ventotto distretti della provincia di Huancayo, in Perù. Si trova nella regione di Junín e si estende su una superficie di  24,82 chilometri quadrati.